# Челядиново
Челяди́ново (до 1975 года Челя́бинцево, до 1948 года Тобечи́к; укр. Челядінове, крымскотат. Töbeçik, Тёбечик) — село в Ленинском районе Республики Крым, центр Челядиновского сельского поселения (согласно административно-территориальному делению Украины — Челядиновского сельсовета Автономной Республики Крым).

## Население
| 2001 | 2014 |
| ---- | ---- |
| 918  | ↘785 |

Всеукраинская перепись 2001 года показала следующее распределение по носителям языка
| Язык             | Процент |
| ---------------- | ------- |
| русский          | 89.87   |
| украинский       | 6.54    |
| крымскотатарский | 1.53    |
| другие           | 0.11    |

### Динамика численности
| - 1805 год — 73 чел. - 1864 год — 42 чел. - 1889 год — 122 чел. - 1902 год — 69 чел. - 1915 год — 0/101 чел. - 1926 год — 211 чел. | - 1939 год — 321 чел. - 1989 год — 719 чел. - 2001 год — 918 чел. - 2009 год — 836 чел. - 2014 год — 785 чел. |

## Современное состояние
На 2017 год в Челядиново числится 18 улиц; на 2009 год, по данным сельсовета, село занимало площадь 101 гектар на которой, в 357 дворах, проживало 836 человек. В селе действуют средняя общеобразовательная школа и детский сад «Колосок», сельский Дом культуры, сельский Дом культуры, библиотека, отделение Почты России. Челядиново связано автобусным сообщением с Керчью и соседними населёнными пунктами.
В 2015 году поисковой экспедицией «Эльтиген — 2015» в окресстностях села (на южном фланге эльтигенского плацдарма) обнаружено захоронение 10 человек, из которых 9 безымянных перезахоронили в Челядиново около памятного знака в честь воинов-односельчан. Сам же памятный знак в честь воинов-односельчан, погибших в годы Великой Отечественной войны установлен в 1967 году. На мемориальной доске высечены 42 фамилии погибших сельчан. Постановлением Совета министров Республики Крым № 627 от 20 декабря 2016 года памятный знак отнесён к категории объектов культурного наследия России.

## География
Челядиново расположено на юго-востоке района и Керченского полуострова, в безымянной балка у её впадения с севера в Тобечикское озеро, высота центра села над уровнем моря 39 м. Находится примерно в 70 километрах (по шоссе) на юго-восток от районного центра Ленино, ближайшая железнодорожная станция — Керчь — около 25 километров. Транспортное сообщение осуществляется по региональной автодороге 35Н-327 Челядиново — Огоньки — Марьевка (по украинской классификации — С-0-10820).

## История
Первое документальное упоминание села встречается в Камеральном Описании Крыма… 1784 года, судя по которому, в последний период Крымского ханства Тепетжик входил в Дин Керченский кадылык Кефинского каймаканства. После присоединения Крыма к России (8) 19 апреля 1783 года, (8) 19 февраля 1784 года, именным указом Екатерины II сенату, на территории бывшего Крымского Ханства была образована Таврическая область и деревня была приписана к Левкопольскому, а после ликвидации в 1787 году Левкопольского — к Феодосийскому уезду Таврической области. Перед Русско-турецкой войной 1787—1791 годов производилось выселение крымских татар из прибрежных селений во внутренние районы полуострова. В конце 1787 года из Тобечика были выведены все жители — 154 души. В конце войны, 14 августа 1791 года всем было разрешено вернуться на место прежнего жительства. После Павловских реформ, с 1796 по 1802 год, входила в Акмечетский уезд Новороссийской губернии. По новому административному делению, после создания 8 (20) октября 1802 года Таврической губернии, Тобечик был включён в состав Акмозской волости Феодосийского уезда.
По Ведомости о числе селений, названиях оных, в них дворов… состоящих в Феодосийском уезде от 14 октября 1805 года , в деревне Тубечик числилось 10 дворов и 73 жителя. На военно-топографической карте генерал-майора Мухина 1817 года деревня Тобечик сараймин обозначена с 22 дворами. После реформы волостного деления 1829 года Тобичек, согласно «Ведомости о казённых волостях Таврической губернии 1829 года», отнесли к Чурубашской волости (переименованной из Аккозской). На карте 1836 года в деревне 20 дворов, как и на карте 1842 года.
В 1860-х годах, после земской реформы Александра II, деревню приписали к Сарайминской волости. Согласнвладельческаяо «Списку населённых мест Таврической губернии по сведениям 1864 года», составленному по результатам VIII ревизии 1864 года, Тобечик — владельческая татарская деревня с 12 дворами и 42 жителями при соляном озере Тобечикском. По обследованиям профессора А. Н. Козловского начала 1860-х годов, в селении «имеется хорошая пресная вода» в колодцах глубиной 1—5 саженей (от 2 до 10 м). На трёхверстовой карте Шуберта 1865—1876 года в деревне Тобичик обозначено 5 дворов. По «Памятной книге Таврической губернии 1889 года», по результатам Х ревизии 1887 года, в деревне Тобечик числился 21 двор и 122 жителя. По «…Памятной книжке Таврической губернии на 1892 год» в Тобечике (вместе с Ортелью), входившем в Сарайминское сельское общество, числилось 8 жителей в 2 домохозяйствах, а в безземельном Тобечике, не входившем в сельское общество — 174 жителя, домохозяйств не имеющих. На верстовой карте Крыма 1896 года в селении обозначено 36 дворов с русским населением. По «…Памятной книжке Таврической губернии на 1902 год» в деревне Тобечик, входившей в Сарайминское сельское общество, числилось 69 жителей, домохозяйств не имеющих. Мальгин, А. В. в книге «Русская Ривьера» утверждает, что в деревне, при озере, действовала Тобечикская грязелечебница, закрытая в 1907 году, но другими известными документами эта информация пока не подтверждена. На 1914 год в селении действовало земское училище. По Статистическому справочнику Таврической губернии. Ч.II-я. Статистический очерк, выпуск пятый Феодосийский уезд, 1915 год, в деревне Тобечик Сарайминской волости Феодосийского уезда числилось 13 дворов (все дворы с землёй) с русским населением в количестве 101 человека только «посторонних» жителей, из которых 49 мужчин и 52 женщины. Жители владели 589 десятинами удобной земли. В хозяйствах имелось 109 лошадей, 176 волов, 52 коровы и 36 голов овец, свиней, или коз.
После установления в Крыму Советской власти по постановлению Крымревкома 25 декабря 1920 года из Феодосийского уезда был выделен Керченский (степной) уезд, а постановлением ревкома № 206 «Об изменении административных границ» от 8 января 1921 года была упразднена волостная система и в составе Керченского уезда был создан Керченский район, в который вошло село (в 1922 году уезды получили название округов. 11 октября 1923 года согласно постановлению ВЦИК в административное деление Крымской АССР были внесены изменения, в результате которых округа были отменены и основной административной единицей стал Керченский район, в который вошло село. Согласно Списку населённых пунктов Крымской АССР по Всесоюзной переписи 17 декабря 1926 года в селе Тобечик (русский) Сарайминского сельсовета Керченского района числилось 43 двора, из них 41 крестьянский, население составляло 211 человек (102 мужчины и 109 женщин). В национальном отношении учтено 15 русских, 150 украинцев, 45 армян, 1 записан в графе «прочие». Постановлением ВЦИК «О реорганизации сети районов Крымской АССР» от 30 октября 1930 года (по другим сведениям 15 сентября 1931 года) Керченский район упразднили и село включили в состав Ленинского, а с образованием в 1935 году Маяк-Салынского района (переименованного 14 декабря 1944 года в Приморский) — в состав нового района.
По «Плану оборонительного строительства Береговой обороны Чёрного моря на пятилетие 1928/29-1932/33 гг.» было намечено: Возведение 8-юймовой батареи № 29, обеспечение её защиты от снарядов 8-дюймового калибра. При этом 630000 руб. выделялось на строительство новых, модифицированных конструкций; 600000 руб. отводилось на строительство, модернизацию, установку 4-х орудий; 100000 руб. предусматривалось затратить на возведение новых прожекторных установок. Работы возлагались на военно-строительное, артиллерийское, военно-техническое управления.
28 апреля 1931 года РВС СССР принял решение о строительстве нескольких долговременных артиллерийских батарей в районе города Керчи, в том числе открытой четырёхорудийной 180-мм батареи. Место для этой батареи было выбрано юго-восточнее села Челядиново, на обратном скате высоты 30,7. Батарее был присвоен № 29-бис. Личный состав батареи согласно штата мирного времени насчитывал 189 человек.
По данным всесоюзной переписи населения 1939 года в селе проживал 321 человек. На подробной карте РККА Керченского полуострова 1941 года в Тобечике обозначено 19 дворов.
В 1944 году, после освобождения Крыма от фашистов, 12 августа 1944 года было принято постановление № ГОКО-6372с «О переселении колхозников в районы Крыма» и в сентябре того же года в район приехали первые новоселы — 204 семьи из Тамбовской области, а в начале 1950-х годов последовала вторая волна переселенцев из различных областей Украины. С 25 июня 1946 года Тобечик в составе Крымской области РСФСР. Указом Президиума Верховного Совета РСФСР от 18 мая 1948 года Тобечик переименовали в Челябинцево. 26 апреля 1954 года Крымская область была передана из состава РСФСР в состав УССР. Время включения в Приозёрновский сельсовет пока не установлено: на 15 июня 1960 года село уже числилось в его составе. Указом Президиума Верховного Совета УССР «Об укрупнении сельских районов Крымской области», от 30 декабря 1962 года Приморский район был упразднён и вновь село присоединили к Ленинскому .
Согласно справочнику «Крымская область. Административно-территориальное деление на 1 января 1977 года», в период с 1968 по 1977 год Челябинцево было переименовано в Челядиново в честь Героя Советского Союза капитана Дмитрия Челядинова, поданным на сайте «Герои Страны» — в 1975 году. В 1982 году в селе был открыт памятник-бюст погибшегго в бою за Керчь 5 января 1944 года, Д. А. Челядинова, работы скульпторов А. И. Мельника В. С. Короткова, объект культурного наследия. Сельсовет образован между 1 июня 1977 года, поскольку на эту дату село ещё числилось в составе Приозёрновского сельсовета и 1985 годом (в перечнях административно-территориальных изменений после этой даты не упоминается). По данным переписи 1989 года в селе проживало 719 человек. С 12 февраля 1991 года село в восстановленной Крымской АССР, 26 февраля 1992 года переименованной в Автономную Республику Крым. С 21 марта 2014 года в составе Крыма аннексировано Россией.